# Busiri Vici
La famiglia Busiri Vici è una famiglia italo-francese (derivata dalla riunione della famiglia francese dei Beausire e di quella italiana dei Vici di Arcevia), nella quale si sono succedute, a partire dal XVII secolo, diverse figure di architetti.

## La storia

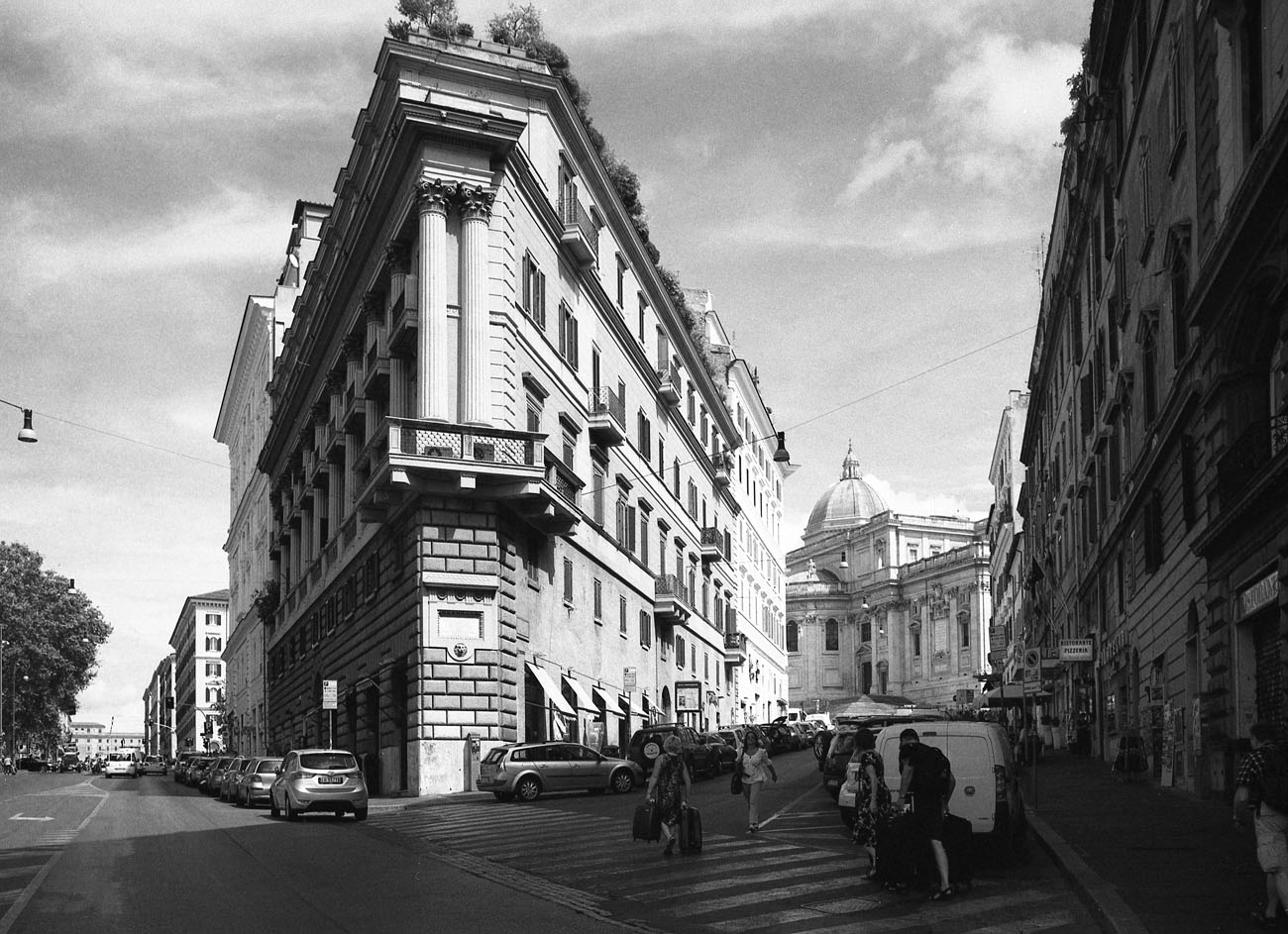
Palazzo Giorgioli di Carlo Maria Busiri Vici a via Cavour Roma

### Vici
Girolamo Vici (1619-1682) 
Padre di Andrea Vici (1659-1731), ebbe per nipote Arcangelo Vici (1698-1762).
 Andrea Vici (1743-1817) 
Nominato "primo architetto della Fabbrica di San Pietro" e "principe" dell'Accademia di San Luca, fu autore di opere di architettura e allievo di Luigi Vanvitelli. Venne sepolto nella tomba di Vanvitelli, presso la chiesa di Santa Maria in Vallicella a Roma. Ebbe un figlio, Francesco Vici, architetto anch'esso, che morì senza discendenza e una figlia Barbara Vici che si unì in matrimonio (1815) con Giulio Cesare Busiri (1792-1818), giovane di studio di Andrea Vici, originando i Busiri Vici.

### Busiri
Giovanni Battista Busiri (1698-1757) 
Fu pittore e vedutista romano.

### Beausire
Jean Beausire (1651-1743) 
Architetto della città di Parigi (architecte de la ville de Paris), maestro consigliere del re per la costruzione di edifici, strade e ponti di Francia (conseiller maître général des bâtiments du roi et des ponts et chaussées de France), maestro controllore degli edifici di Parigi (maître général directeur contrôleur des édifices de la ville de Paris) e membro dell'Accademia reale di architettura (membre de l'Accadémie royale d'architecture).
 Jean Baptiste Beausire (1693-1764) 
Omonimo del padre, fu anch'egli architetto e successivamente accademico: i suoi discendenti in Italia assunsero il cognome Busiri.

### Busiri Vici
Andrea Busiri Vici (1818-1911) 
Figlio di Giulio Cesare Busiri e Barbara Vici, fu anch'egli "primo architetto della Fabbrica di San Pietro" e architetto del papa Pio IX, per il quale progettò la sistemazione urbanistica del quartiere Mastai a Roma. Fu inoltre architetto dei Doria Pamphilj e di Propaganda Fide, presidente dell'Accademia di San Luca e professore di architettura pratica presso l'università di Roma. Intervenne in lavori di restauro nella chiese di Sant'Agnese sulla via Nomentana, Sant'Agnese in Agone, San Giovanni in Laterano, Santa Maria Maggiore e San Lorenzo in Lucina e sul palazzo Doria Pamphilj di piazza Navona e la Villa Pamphilj. Eseguì importanti progetti per ponti in ferro sul Tevere tra i quali il ponte in ferro a livelli sovrapposti, carrabile e pedonale. A tal proposito, ancora giovane, ebbe modo di interessarsi e conoscere Claude Louis Navier, l'architetto di alcuni ponti di Parigi, dal quale aveva ricevuto in omaggio una delle sue "Livelle". Ugualmente in ferro realizzò la Cavallerizza Doria (opere pubblicate sulla monografia S.B.V.). Può inquadrarsi in questo aspetto della sua architettura anche lo "spostamento meccanico" dell'abside di San Giovanni in Laterano, importante progetto di restauro e salvataggio dell'abside e del mosaico Costantiniano
Numerosi altri lavori sarebbe arduo enumerare tra i quali il Teatro Sala Umberto,i due Collegi Americani, uno dei quali a piazza della Minerva al Panteon. il Palazzo della Dataria nei pressi del Quirinale e per Palazzo Colonna un restauro comprendente il nuovo prospetto sulla via quattro novembre. Inoltre numerosi sono suoi importanti progetti quali ad esempio la "Spina di Borgo" e il colonnato quadrangolare per la piazza San Giovanni di fronte alla Basilica. Importante il suo restauro della Basilica di San Fruttuoso con le Tombe Doria.
 Carlo Maria Busiri Vici (1856-1925) 
Carlo Maria Busiri Vici, figlio di Andrea, ingegnere e architetto, e di Bianca Vagnuzzi. Progettò importanti opere a Roma, fra cui palazzo Giorgioli in via Cavour, il "Palace Hotel" in via Veneto, la chiesa di San Giuseppe a via Nomentana, il palazzo Busiri Vici, già Pallavicini, con un portale del Vignola, in via Pinciana e la Villa Taverna in viale Rossini, oggi residenza dell'ambasciatore degli Stati Uniti d'America. Fu accademico di San Luca e dei Virtuosi al Pantheon.
 Clemente Busiri Vici (1887-1965) 

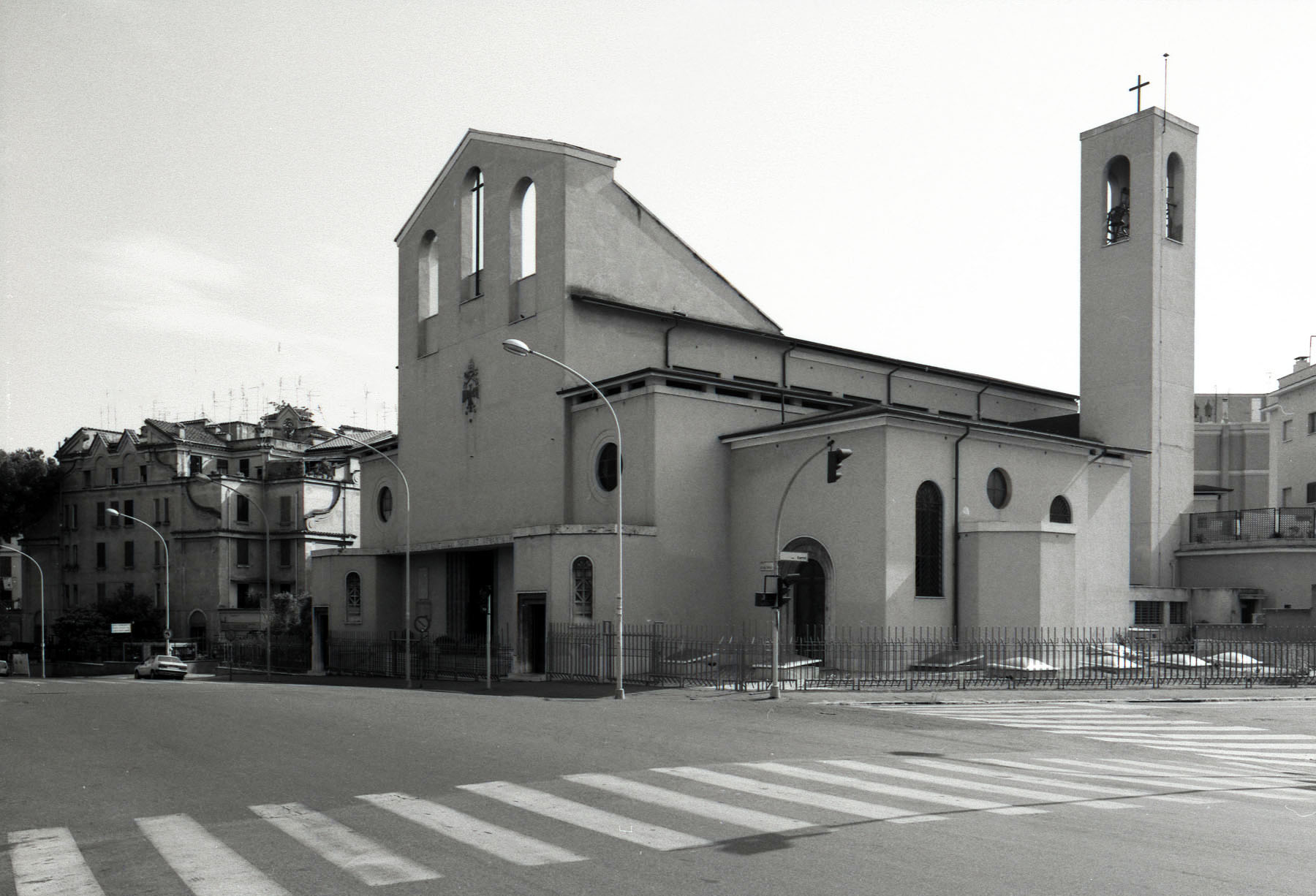
Chiesa dei Santi Fabiano e Venanzio di Clemente Busiri Vici Roma 1936

Figlio di Carlo Maria e di Francesca Gigliesi (1863-1952), nato a Roma il 31 marzo 1887, ingegnere e architetto, Clemente Busiri Vici progettò nell'arco della sua vita oltre trecento lavori, tra cui le neofuturista colonia marina "XXVIII Ottobre" di Cattolica (oggi nota come "Navi"), numerose scuole all'estero al Cairo e in Brasile e Romania, l'Ambasciata d'Italia a Londra; a Roma fu autore dell'Istituto Luce e del progetto urbanistico della zona della Bocca della Verità. Suo è il progetto delle chiese romane di San Roberto Bellarmino a piazza Ungheria (con la collaborazione del fratello Andrea), Sant'Ippolito, Santi Fabiano e Venanzio, San Saturnino; altre due sue chiese si trovano a San Felice Circeo: la chiesa dell'Immacolata nella zona Mare e la chiesa di San Felice all'interno del paese.
Progettò inoltre vari palazzi e palazzine, tra cui quello della Banca commerciale di piazza di Spagna e dell'Italcable a piazza San Silvestro, oltre all'edificio del Consorzio Agrario, oggi dell'Aviazione Civile a Castro Pretorio. È da segnalare anche l'edificio costruito nel 1928 in via Paisiello 41, sempre a Roma. Numerose ville romane sono opera sua: Giorgina, Badoglio, Ferri, Grandi, Vigne nuove, la Vignarola, Sordi, Soraya ed altre ancora, alcune delle quali inserite nel catalogo della esposizione presso la Galleria di Arte Moderna di Bologna "La Metafisica: gli Anni Venti ", a cura di Renato Barilli e Franco Solmi (1980).
Tra le sue realizzazioni vi è anche il piano di ricostruzione di Frascati, con numerosi centri di Case popolari e il centro IACP di Viale Spartaco a Roma, realizzato come capogruppo.
Nel 1930 diresse i lavori di restauro di Villa Incisa, a Roma.
Fu accademico di San Luca e dei Virtuosi al Pantheon, nonché architetto di Propaganda Fide, per la quale realizzò numerose opere. 
Tra gli edifici che si distinguono per impronta innovativa si segnalano Villa Gualino a Torino (1928), progettata insieme al fratello Michele, e la colonia marina di Cattolica (1932-1937, oggi "Le Navi"), una delle poche opere di architettura di ispirazione futurista realizzate in Italia.
Morì a Roma il 4 settembre 1965; i suoi funerali si celebrarono il 6 settembre nella chiesa di San Roberto Bellarmino.
Le sue ultime opere, realizzate con il figlio Saverio, sono gli edifici di via Pietro Cavallini e di via Monte Zebio ed il Collegio di Propaganda Fide di via di Torre Rossa a Roma. L'istituto Asisium in via di Grottarossa fu completato dal figlio dopo la sua morte.
La Fondazione CE.S.A.R. gli ha dedicato il numero 4 delle sue pubblicazioni tematiche di architettura nel luglio 2008. Nell'ottobre 2015, nella ricorrenza del cinquantesimo della sua morte è stato redatto un Manifesto di sintesi della sua opera, con allegato curriculum.
 Michele Busiri Vici (1894-1981) 
Nato a Roma il 2 maggio 1894, figlio di Carlo Maria, ingegnere e architetto, e di Francesca Gigliesi (Roma, 1863-1952), Michele Busiri Vici era noto come uno degli architetti della Costa Smeralda.
 Andrea Busiri Vici (1903-1989) 
Nato a Roma il 1903, figlio di Carlo Maria, ingegnere e architetto, e di Francesca Gigliesi (Roma, 1863-1952), Andrea Busiri Vici fu un architetto e critico d'arte. Collaborò nella chiesa romana di San Roberto Bellarmino a piazza Ungheria (autore principale il fratello Clemente) ed ebbe importanti riconoscimenti: fece parte dell'Accademia dei Virtuosi al Pantheon e dell'Accademia di San Luca, cavaliere della Legion d'onore, dell'Ordine del Santo Sepolcro e dell'Ordre des lettres et des arts. Inoltre ebbe la Medaglia d'oro ai benemeriti della cultura e dell'arte.
 Saverio Busiri Vici (1927-2023) 
Figlio di Clemente, è stato un architetto modernista ed innovatore, amico di Le Corbusier ed Alvar Aalto, caratterizzato dall'adozione in alcune sue opere di un linguaggio fortemente espressivo del cemento armato.
Ha realizzato numerose architetture a Roma, tra cui la Chiesa della Visitazione, gli edifici polifunzionali di viale Jonio, il collegio universitario di San Pietro in via Mura Aureliane, la villa Ronconi in via Alessandro Magno e la Curia Generalizia di San Vincenzo De Paolis in via dei Capasso. 
Quale architetto degli Osservatori Astronomici del Lazio ha progettato varie opere architettoniche, riuscendo a far approvare e realizzare un grande parco pubblico nello sperone sud di Monte Mario, a salvaguardia dell'Osservatorio ma soprattutto a salvaguardia dell'importante area verde dalla speculazione edilizia. In qualità di architetto di Propaganda Fide, ha realizzato restauri e numerose opere contemporanee, tra cui i singoli edifici dell'Auditorium, del Rettorato-Biblioteca e del Centro Congressi della Pontificia Università Urbaniana. Da ricordare sono altresì il piano di ampliamento dell'Università "La Sapienza" e le sue numerose collaborazioni, come per il centro IACP di viale Spartaco, il centro residenziale di Pian Due Torri e dell'Elba, nonché numerosi suoi altri progetti, alcuni parzialmente realizzati, come il piano urbanistico della città argentina di Viedma.
È stato accademico di San Luca, commendatore di San Gregorio Magno e presidente della Fondazione Catel, di cui è stato poi nominato presidente onorario. Riguardo alla sua attività sono state edite due monografie. nel 1974 (con una presentazione di Lara Vinca Masini) e nel 1995.